# Barcelona-Pavillon

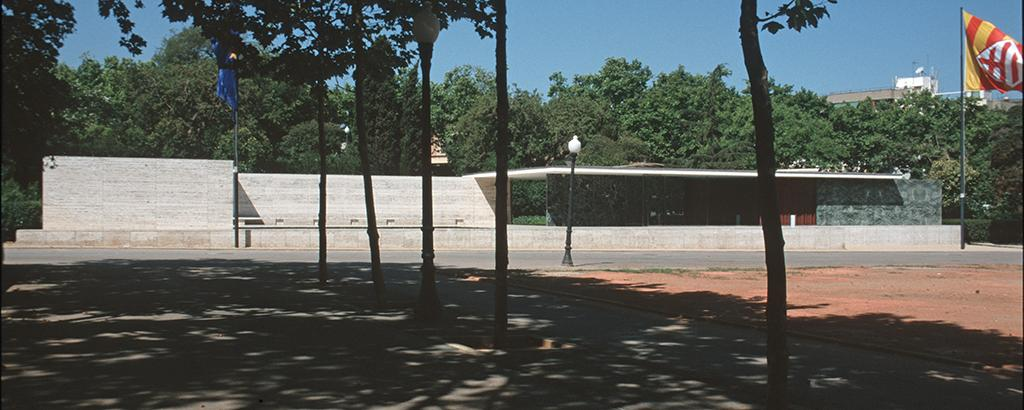
Barcelona, Deutscher Weltausstellungspavillon 1929 (Rekonstruktion)

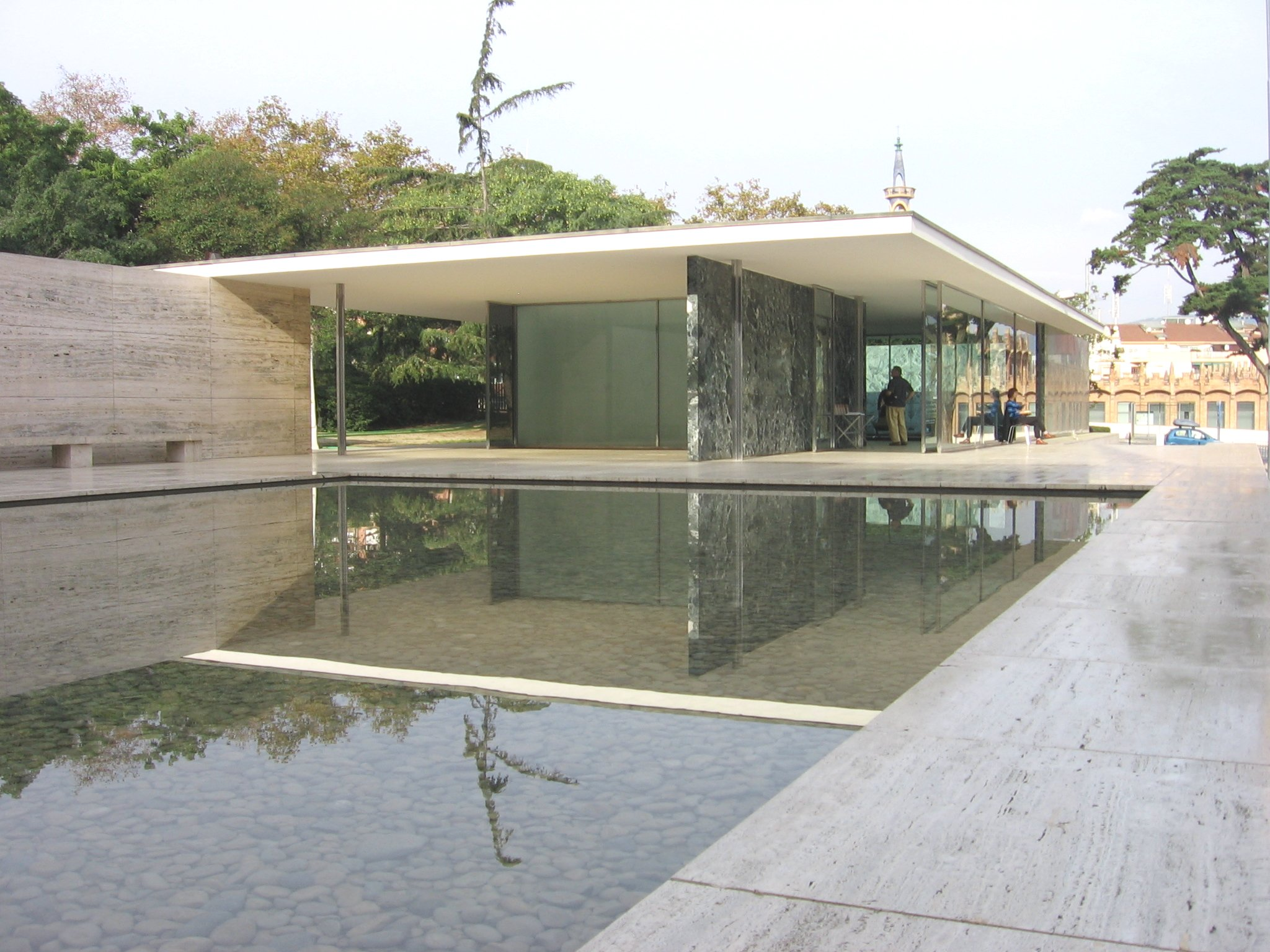
Seitenansicht des Barcelona-Pavillons

Als Barcelona-Pavillon (auf Katalanisch Pavelló alemany „Deutscher Pavillon“ bzw. Pavelló Mies van der Rohe) wird der Ausstellungspavillon des Deutschen Reichs auf der Weltausstellung 1929 in Barcelona (Exposició Internacional de Barcelona) bezeichnet, den der deutsche Architekt Ludwig Mies van der Rohe (1886–1969) in Zusammenarbeit mit Lilly Reich (1885–1947) entwarf. Der Deutsche Pavillon diente der Selbstdarstellung der Weimarer Republik und sollte durch seine Neuartigkeit und Präzision die Leistungsfähigkeit der deutschen Industrie und des Handwerks symbolisieren. Nicht zuletzt durch seinen Wiederaufbau wird der Pavillon als eine der Architekturikonen des 20. Jahrhunderts bestätigt. Der Bau gilt als Vorbild für die Weiterentwicklung van der Rohes Idee der „gläsernen Halle“, die er später im Bau der Neuen Nationalgalerie vollendet.

## Aufbau
Mit dem Gebäude, das stilbildend für die moderne Architektur werden sollte, verwirklichte Mies van der Rohe zwei seiner grundlegenden Entwurfsprinzipien:
- Im „freien Grundriss“ wurden die von ihrer Tragfunktion befreiten Wände zu leichten Raumteilern oder Flächen im Raum.
- Der „fließende Raum“ verband durch die fast transparent wirkenden Wände mit ihren großen Glasfronten und den filigranen Stahlstützen den Wohnbereich mit dem Außenbereich.

Ähnliche Stilelemente und Grundideen sind in der zur gleichen Zeit entstandenen Villa Tugendhat zu finden. Konsequent weiterverfolgt wurden sie rund 20 Jahre später im Farnsworth House.
Das Stahlbeton-Dach ruhte auf filigranen Stahlstützen, zwischen denen Wandelemente und Glasscheiben von der Decke bis zum Boden reichten. Fußboden, Dach und Wandfläche umschlossen den Raum nicht, sondern gaben nur Grenzhinweise. Das Ergebnis war eine klare Struktur, die jedoch verschiedene räumliche Zusammenhänge ermöglichte.
Im Außenbereich war ein Wasserbecken angelegt, in dessen Mitte sich die weibliche Bronzefigur „Der Morgen“ des Künstlers Georg Kolbe aus dem Wasser erhob. Der Boden des Wasserbeckens war mit schwarzen Glasplatten ausgekleidet.
Für die Wände und die Böden wurden Travertin und Serpentinit verwendet, sowie Onyxmarmor für eine innere Wand, des Weiteren der grüne Tinos verde antico aus Tinos. Alle Platten wurden mit einer Naturstein-Fassadenverankerung befestigt.

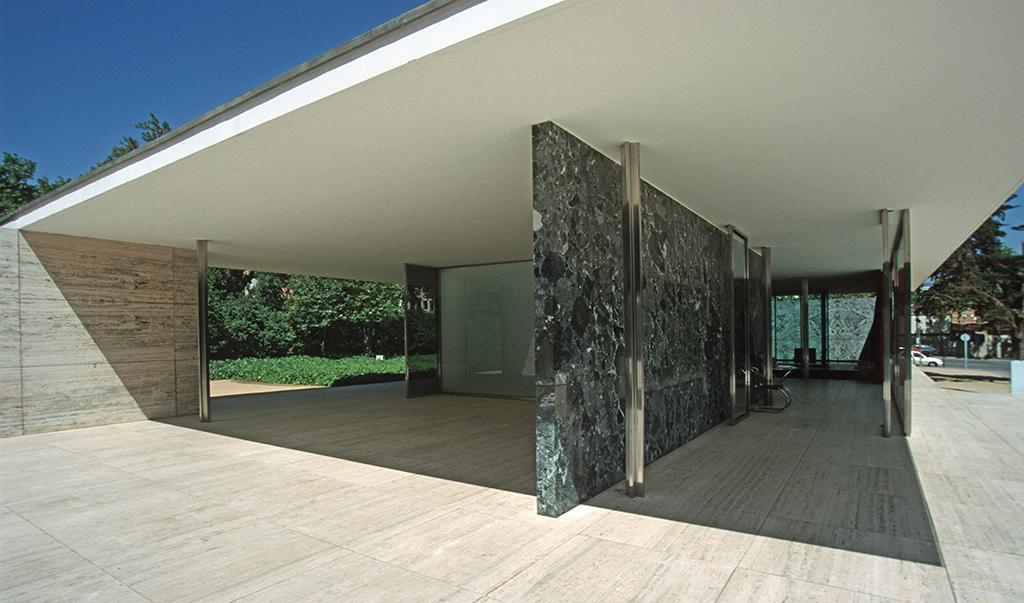
Weltausstellungspavillon, Detail
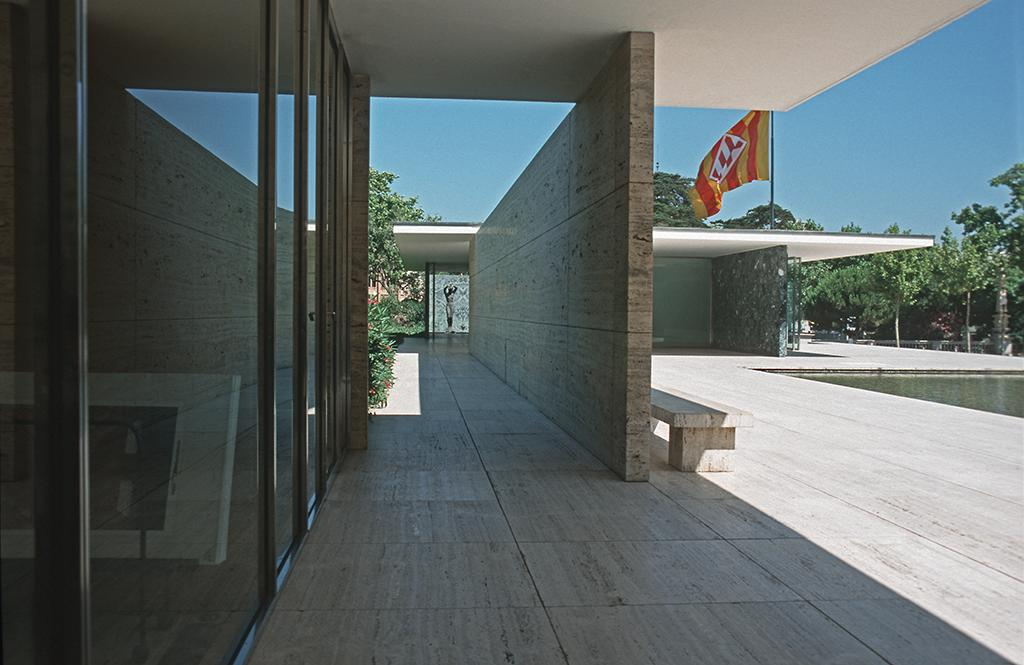
Weltausstellungspavillon, Detail
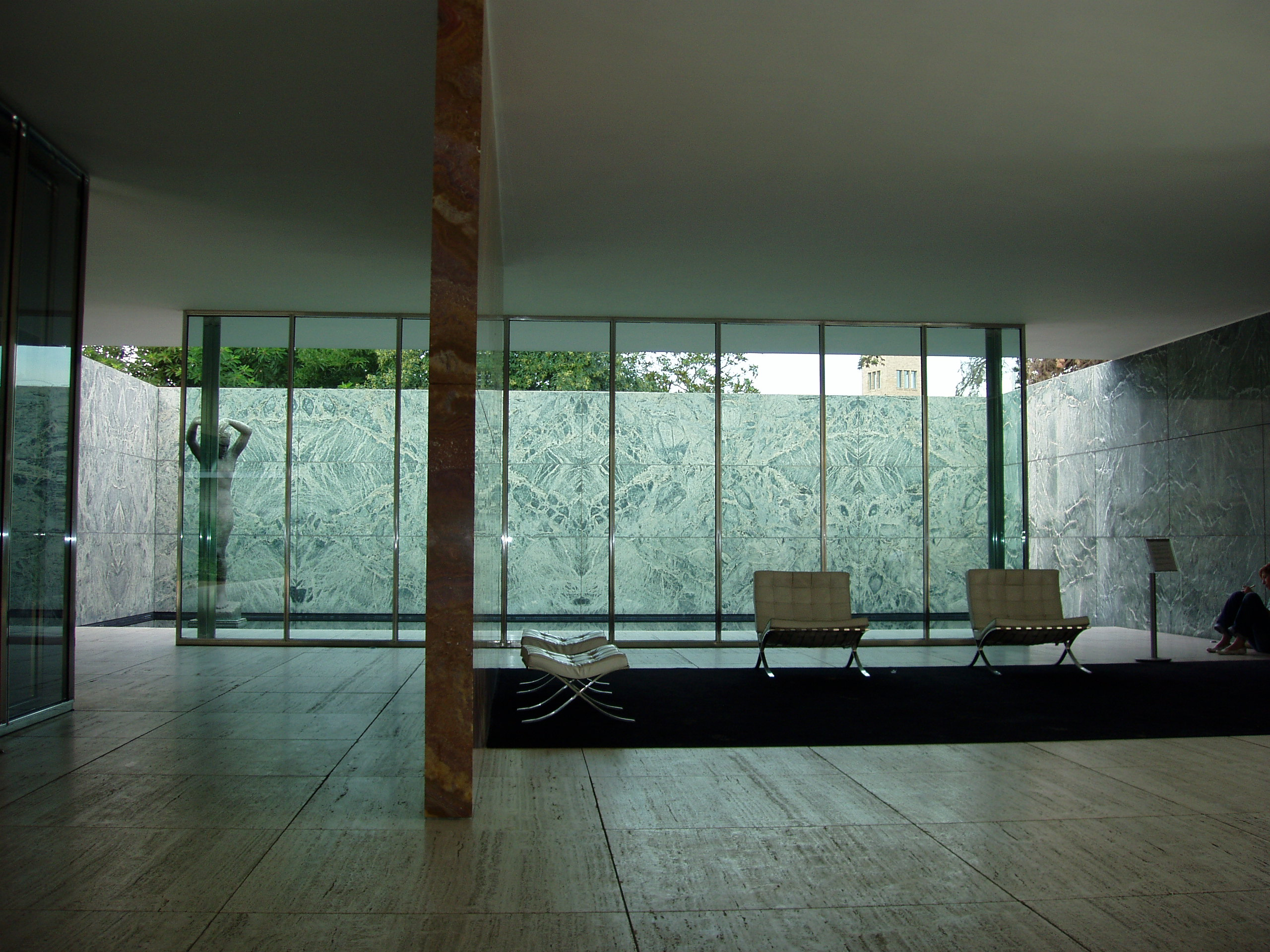
Innenraum des Pavillons
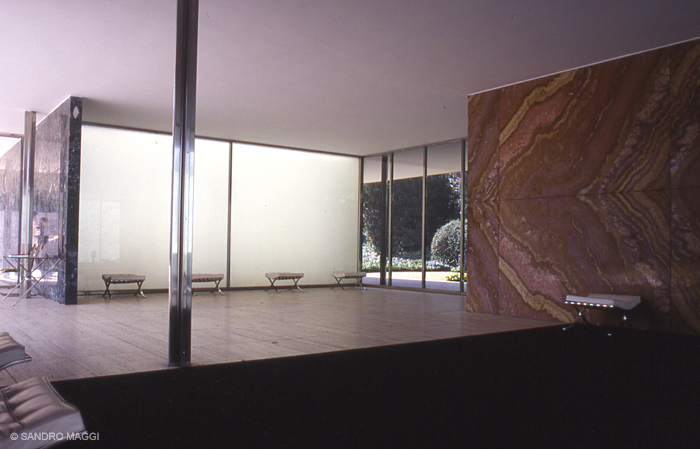
Glas-Lichtwand
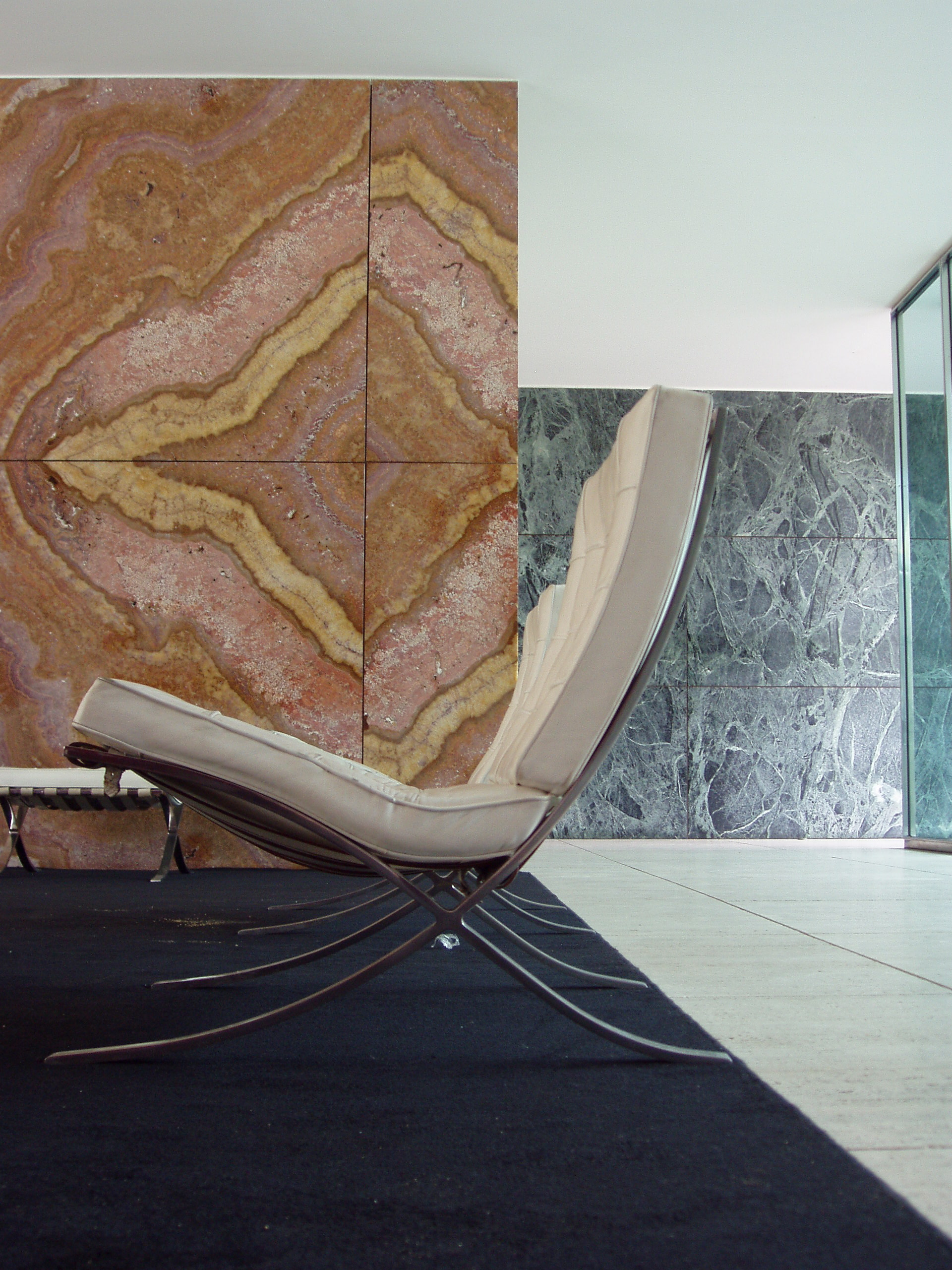
Barcelona-Sessel mit rötlicher Onyxmarmor-Wand im Hintergrund
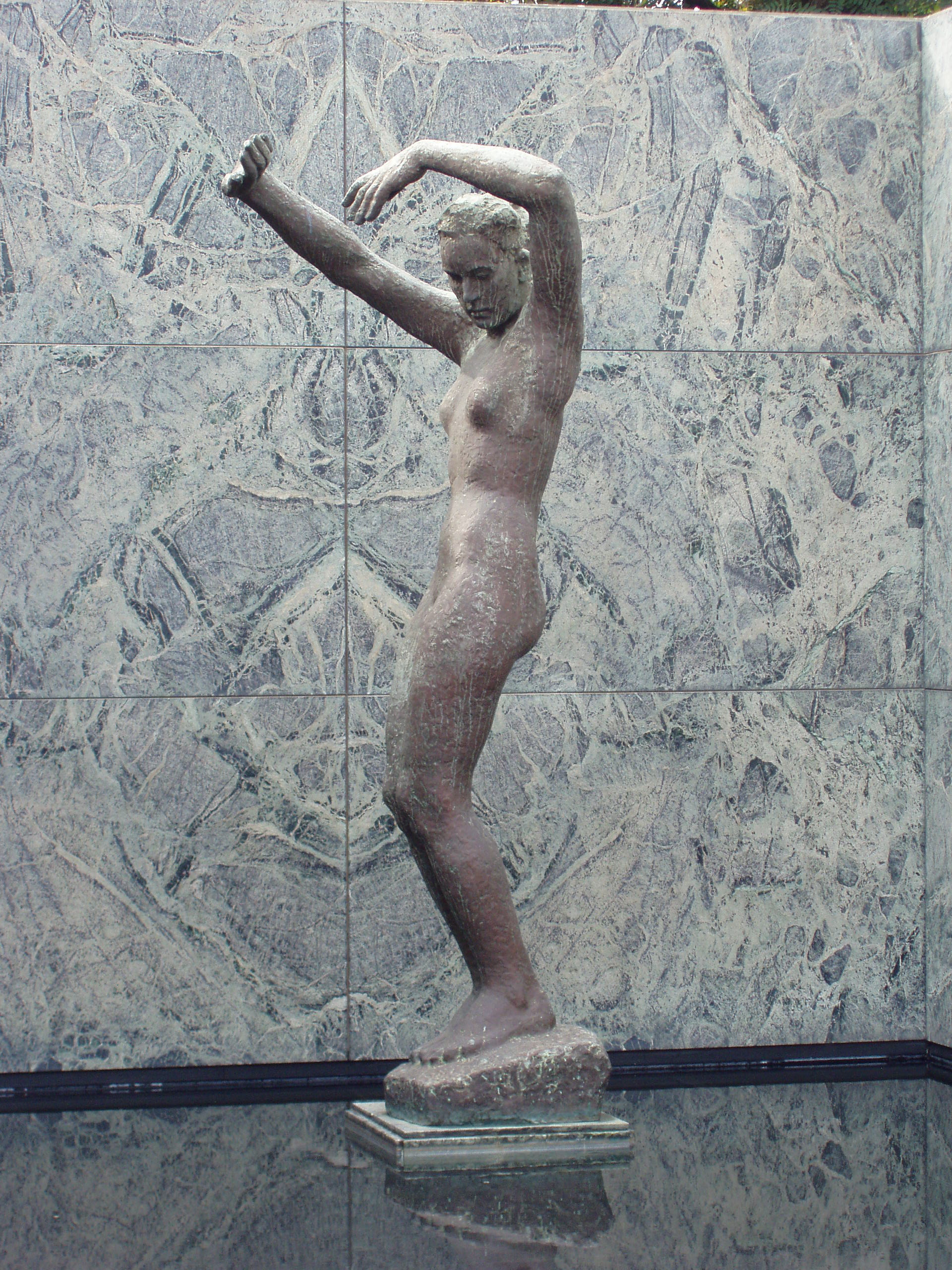
Kolbes Skulptur Der Morgen im Wasserbecken
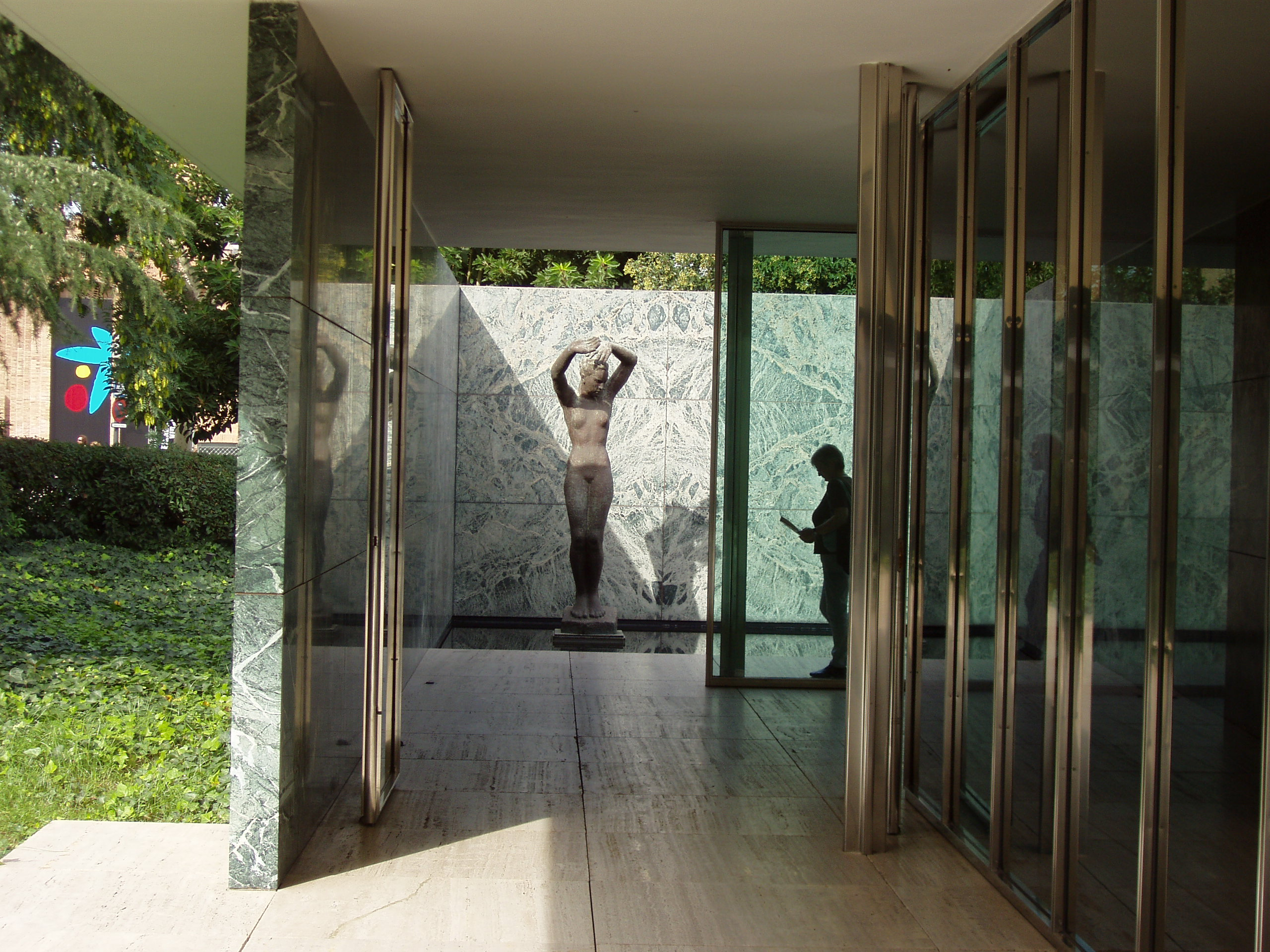
Skulptur als Fluchtpunkt der Sichtachsen des Pavillons

Mies van der Rohe entwarf auch die Möbel zu diesem Pavillon, von denen der Barcelona-Sessel weltberühmt wurde (Rahmen aus gezogenem Flachstahl, verchromt, Knopfpolsterung, lose Kissen, Lederbezug).

## Die PlastikMorgenvon Georg Kolbe
Die Plastik Morgen des deutschen Bildhauers und Zeichners Georg Kolbe (1877–1947) entstand 1925 für die Wohnanlage Ceciliengärten in Berlin-Schöneberg, wo sie gegenüber einer zweiten Figur mit dem Namen Abend steht. Die dritte Figur der Gruppe Nacht stand später im Lichthof des Hauses des Rundfunks in Berlin-Charlottenburg. Der Morgen im Barcelona-Pavillon war ein getöntes Gipsmodell, das auf dem Rücktransport von Barcelona nach Berlin zerstört wurde. Heute steht ein Bronzenachguss der Kolbe-Plastik im Bassin des wiederaufgebauten Pavillons.

## Abriss 1929 und Wiederaufbau 1986

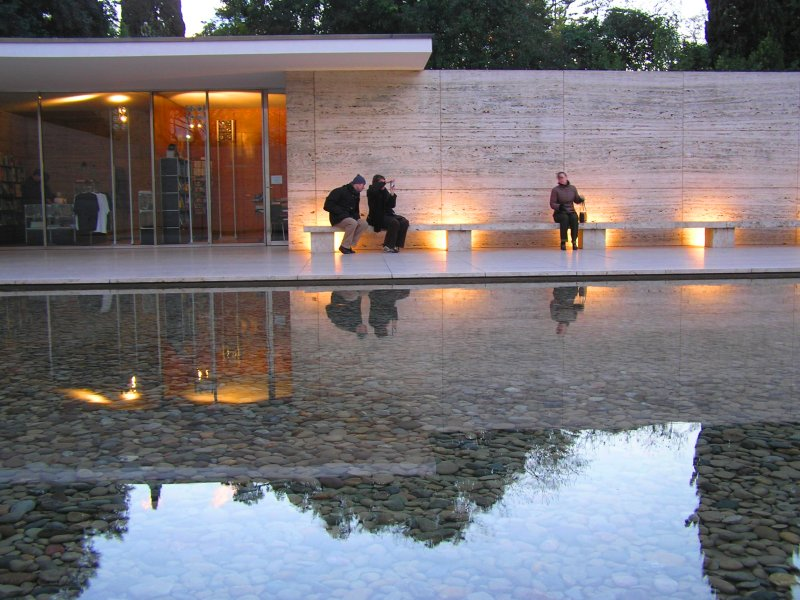
Die Wirkung der gewählten Materialien für die Rekonstruktion wird in dieser Aufnahme deutlich, 2005

Hermann Lange, ein rheinischer Seidenfabrikant und wichtiger Auftraggeber von Mies van der Rohes, für den der Architekt unter anderem ein Betriebsgebäude und ein Wohnhaus in Krefeld baute, hatte vor dem Abriss des Pavillons die Idee, diesen im Tierpark in Berlin wiederaufbauen zu lassen – ohne Erfolg. So wurde der Pavillon nach dem Ende der Weltausstellung 1929 abgerissen, und die verwendbaren Baustoffe wurden verkauft. Einige Teile davon befinden sich heute im Altbau des Sächsischen Landtages in Dresden.
Zwischen 1983 und 1986 rekonstruierte die Stadt Barcelona unter der Leitung der Architekten Cristian Cirici, Fernando Ramos und Ignasi de Solà-Morales den Pavillon nach den Originalplänen an der ursprünglichen Stelle.

## Film
- Der deutsche Barcelona-Pavillon. Dokumentation, Frankreich, 2009, 26 Minuten, Regie: Richard Copans, Produktion: arte France, Reihe: Baukunst, deutsche Erstausstrahlung: 6. Oktober 2009 auf arte. Inhaltsangabe (Memento vom 18. April 2013 im Webarchiv archive.today).